# Joost van den Vondel
Joost van den Vondel (Köln, 1587. november 17. – Amszterdam, 1679. február 5.) holland költő és drámaíró. Sokan a valaha élt egyik legnagyobb németalföldi költőnek tartják.

## Élete
Kölnben született. Szülei 1585-ben, a várost visszafoglaló spanyolok elől menekültek el Antwerpenből, végül 1597-ben Amszterdamban telepedtek le. Joost van den Vondel 1610-ben vette feleségül Mayke de Wolffot (Köln, 1586 - Amszterdam, 1635. február 15.). Kenyérkereső foglalkozása harisnyaárus volt, boltja, amelyet az apjától örökölt, az amszterdami Warmoesstraaton állt. Két gyermeke, Constantijntje és Saartje fiatalon meghalt.
Van den Vondel a brabanti "A Fehér Levendula" nevű rederijkerskamer tagja volt, első drámája, a Het Pascha ofte de Verlossing Israels uit Egypten 1612-ben jelent meg. 1613-ban latinul kezdett tanulni, hogy Senecát olvashasson, később pedig, Palamedes oft vermoorde onnooselheit című drámájának megírásához görögül is tanult. A mű 1625 októberében jelent meg, és mivel Maurits van Oranje, az ország legfőbb politikai vezetőjének (stadhouderének) éles kritikájaként értelmezték, a költőnek el kellett menekülnie Amszterdamból. Egy ideig Bewerwijkben bujdosott, de a mű miatt végül bíróság elé kellett állnia, ahol azonban csak pénzbüntetést szabtak ki rá. A Palamedes azonban népszerű színdarab maradt, szövege 1800-ig legalább 15 kiadást ért meg.
1641-ben a kálvinizmus arminiánus ága helyett a római katolikus egyházat választotta, amit a Holland Köztársaság fővárosában nem vettek tőle jó néven, hiszen az országban a kálvinista prédikátorok óriási befolyással bírtak. Az amszterdami színház azonban katolikus hátterű intézmény volt. Miután warmoesstraati harisnyaboltja csődbe ment, 1658-tól a Bank van Leningnél dolgozott felügyelőként, ami egy fizetéssel járó, de tulajdonképpen csak névleges foglalkozás volt. Innen is ment nyugdíjba, 1668-ban. 91 éves korában hunyt el, utolsó verse saját gúnyos sírfelirata volt.

## Művészete

### Színdarabok
Van den Vondel legismertebb színdarabjai a Lucifer és a Gijsbrecht van Aemstel. Ez utóbbi volt az amszterdami színház nyitódarabja 1637-ben, de a bemutatót el kellett halasztani a kálvinista prédikátorok tiltakozása miatt, mivel szerintük a mű a római katolikus egyházzal rokonszenvezett. Bemutatása óta a legutóbbi időkig szinte minden évben előadták ezt a művet. Drámái feszes szerkesztésűek, felépítésük az arisztotelészi elveket tükrözi.

### Versek
Versei, főként gúnyversei gyakran a politikai elit rejtett (vagy például, a Palamedes elején álló szonettben, nem is igazán rejtett) bírálatát tartalmazzák. Kritikus megjegyzései miatt nem egyszer tiltakoztak munkássága ellen, sőt, sokakban egyenest gyűlöletet, dühöt ébresztett.
Emellett írt vallásos költeményeket (pl. két karácsonyi dalt), alkalmi (születésnapok, esküvők vagy gyermekek születése alkalmából készült) verseket, továbbá egyéb költeményeket is (ilyen például a van Blaeu atlaszának elején található, veszélyes és költséges utazások helyett inkább az atlasz olvasása általi "utazásra" invitáló vers).
Van den Vondel reneszánsz költő volt, de a késő középkori rederijker-hagyomány is nagy hatást gyakorolt költészetére (pl. frappáns, játékos megoldások, szó- és rímjátékok, fokozások).

## Emlékezete
Az amszterdami Nieuwe Kerk nevű egykori templomban (ma múzeum, koncert- és kiállítóterem) található emlékműve Cornelis Ploos van Amstel és Reinier Vinkeles alkotása.
A költő szobra a Vondelparkban 

A Louis Royer és Jan Stracké alkotta bronzszobrot 1867. október 18-án avatták fel a nem sokkal korábban átadott Nieuwe Parkban. A szobor felállítása után gyorsan elterjedt a park Vondelparkként való megnevezése, és 1880 óta hivatalosan is így hívják az Amszterdam szívében fekvő zöld területet.

### Érdekességek
- Az 1937-ben kiadott Nyári bélyegek című holland postabélyeg-sorozat egyik darabját egy van den Vondelről készült kép díszíti, továbbá az ő képe volt az 5-guldenes papírpénzen is.
- A költő volt a névadója az (utoljára 2000-ben odaítélt) Joost van den Vondel kulturális díjnak.
- A Guinness Rekordok Könyve szerint Van den Vondel írta a legrövidebb holland nyelvű verset, amellyel megnyert egy 1620-ban rendezett költőversenyt. A vers:

```

```

Magyarul:
Ön
Most!

## Magyarul
- Bernáth István (szerk.): Németalföldi költők antológiája. Budapest, 1965 (4 vers: Amszterdam, Koldusvecsernye, A Haza Atyjának, Johan van Oldenbarneveltnek botja, A tengerparti éden), ford.: Kalász Márton
- Szalay Károly: Holland költőkből. Budapest, 1925. (4 vers: Sovár szemed elzárd, Madárének, Szerelmi dalocska, Koridon), ford.: Szalay Károly
- Lucifer. Szomorújáték; ford. Nagy Zsigmond; Franklin, Bp., 1913 (Olcsó könyvtár)

## Művei
Versek, verseskötetek
- Den Gulden Winckel der Konstlievende Nederlanders (1613)
- Hymnus ofte Lofgesangh over de wijdberoemde scheepvaert der Vereenigde *Nederlanden (1613)
- Vorstelijcke warande der dieren (1617)
- Op de jongste Hollantsche Transformatie (1618)
- De Helden Godes (1620)
- Het lof der zeevaert (1623)
- Geboortklock van Willem van Nassau (1626)
- Bruyloftbed van P.C. Hooft en Helionora Hellemans (1627)
- Rommelpot van 't Hane-kot (1627)
- Verovering van Grol door Frederick Henrick, Prince van Oranje (1627)
- De Rynstroom (1630)
- Roskam (1630)
- Harpoen (1630)
- Een otter in 't bolwerck (1630)
- Geuse-vesper (1631)
- Decretum horribile (1631)
- Op Huygh de Groots verlossing (1632)
- Inwying der doorluchtige Schoole t'Amsterdam (1632)
- Kinderlijck (1632)
- Uitvaert van mijn dochterken (1633)
- Lyckklaght aan het Vrouwekoor, over het verlies van mijn ega (1635)
- Brieven der Heilige Maeghden, Martelaressen (1642)
- Aen de Beurs van Amsterdam (1643)
- J.J. Vondels Verscheide Gedichten (1644)
- Altaergeheimenissen (1645)
- Poezy (verzamelbundel) (1650)
- Inwijdinge van 't Stadhuis t'Amsterdam (1655)
- Het stockske van Joan van Oldenbarnevelt (1657)
- Zeemagazyn (1658)
- Wildzang (1660)
- Toneelschilt oft Pleitrede voor het toneelrecht (1661)
- Bespiegelingen van Godt en Godtsdienst (1662)
- Joannes de Boetgezant (1663)
- De Heerlijckheid der Kercke (1663)
- Lykzang ter ere van Zacharias du Mez, Bisschop van Thrallen (rond 1665)
- Uitvaert van Maria van den Vondel (1668)

Színművek
- Het Pascha ofte de Verlossing Israels uit Egypten (1612)
- Hiërusalem verwoest (1620)
- Palamedes oft Vermoorde Onnooselheijd (1625)
- De Amsteldamse Hecuba (1626)
- Jozef of Sofompaneas (1635)
- Gijsbrecht van Aemstel (1637)
- Maeghden (1639)
- Gebroeders (1640)
- Joseph in Dothan (1640)
- Joseph in Egypten (1640)
- Peter en Pauwels (1641)
- Maria Stuart of Gemartelde Majesteit (1646)
- Leeuwendalers, lantspel (1647)
- Salomon (1648)
- Lucifer (1654)
- Salmoneus (1657)
- Jefta of Offerbelofte (1659)
- David in Ballingschap (1660)
- David hersteld (1660)
- Samson of Heilige wraak (1660)
- Adonias of Rampsalighe kroonzucht (1661)
- Batavische gebroeders of Onderdruckte vryheit (1663)
- Faëton of Reuckeloze stoutheit (1663)
- Adam in Ballingschap of Aller treurspelen Treurspel (1664)
- Zunchin of Ondergang der Sineesche heerschappije (1667)
- Noah of Ondergang der eerste wereld (1667)

Fordítás
- Herkules in Trachin (1668) (Szophoklész Trakhiszi nők című drámájának fordítása)

## Fordítás
- Ez a szócikk részben vagy egészben a Joost van den Vondel című holland Wikipédia-szócikk ezen változatának fordításán alapul.  Az eredeti cikk szerkesztőit annak laptörténete sorolja fel. Ez a jelzés csupán a megfogalmazás eredetét és a szerzői jogokat jelzi, nem szolgál a cikkben szereplő információk forrásmegjelöléseként.